# Beregis' avtomobilja
Beregis' avtomobilja (Берегись автомобиля) è un film del 1966 diretto da Ėl'dar Rjazanov.